# Wrzodziejące zapalenie jelita grubego

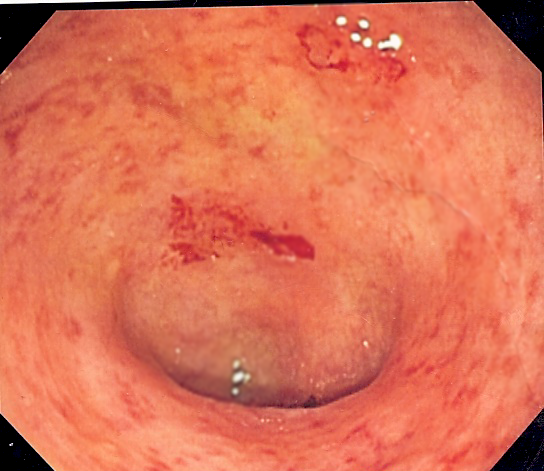
Endoskopowy obraz wrzodziejącego zapalenia jelita ukazujący utratę układu naczyniowego esicy, ziarnistości oraz miejscową kruchość śluzówki

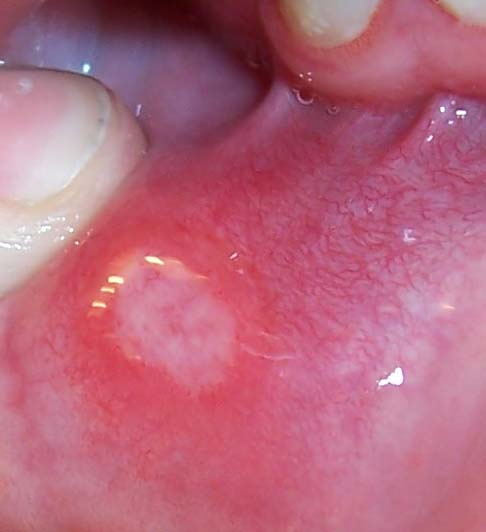
Pacjenci z wrzodziejącym zapaleniem jelita mogą rzadko mieć afty obejmujące język, wargi, podniebienie i gardło

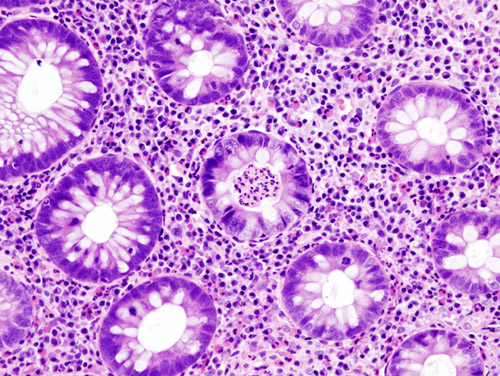
Barwienie hematoksyliną i eozyną bioptatu z jelita grubego ukazujące ropień krypty, typową zmianę dla wrzodziejącego zapalenia jelita

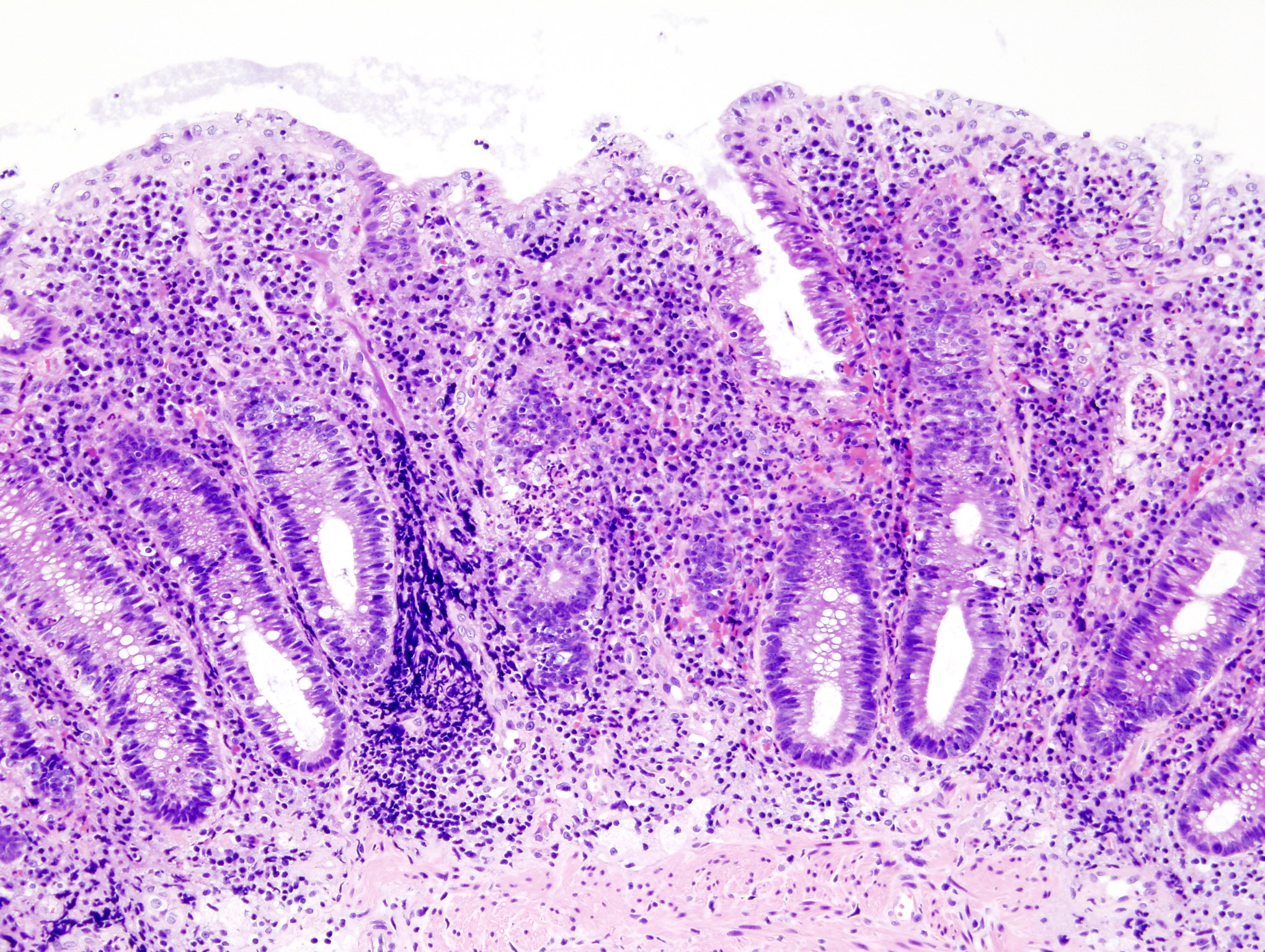
Próbka biopsyjna (barwienie hematoksyliną i eozyną), na którym uwidoczniony jest naciek limfocytów (niebieski/fioletowy) śluzówki jelitowej oraz strukturalne zniekształcenie krypt

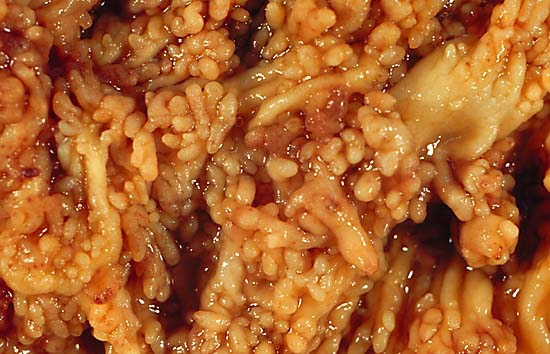
Pseudopolipy jelita grubego u pacjenta z wrzodziejącym zapaleniem jelita

Wrzodziejące zapalenie jelita grubego (łac. colitis ulcerosa, CU), zaliczane do grupy nieswoistych zapaleń jelit, jest przewlekłym procesem zapalnym błony śluzowej odbytu lub jelita grubego o nieustalonej dotychczas etiologii.

## Etiopatogeneza
Wrzodziejące zapalenie jelita grubego jest nieswoistą chorobą zapalną jelit o niewyjaśnionej etiologii. Pewny wpływ na rozwój schorzenia mają czynniki:
- genetyczne – świadczy o tym rodzinne występowanie. Ustalono kilka genów podatności na zachorowanie – leżą one na chromosomach 3, 7, 12 i 16.
- środowiskowe – Istnieje korelacja pomiędzy stanem psychicznym pacjentów (takim jak uraz psychiczny i nieprawidłowa reakcja na stres) a występowaniem choroby. Ponadto flora bakteryjna u osób chorych na colitis ulcerosa różni się jakościowo i ilościowo od flory występującej u osób zdrowych, jednak nie wiadomo, czy jest to przyczyna czy raczej skutek choroby. Szczególny wpływ mają niektóre szczepy Escherichia coli i Bacteroides vulgatus. Z badań kliniczno-kontrolnych wynika, że osoby z wyciętym wyrostkiem robaczkowym przed 20. rokiem życia rzadziej chorują[1]. W ostatnich latach pojawiły się metaanalizy donoszące o zwiększonym ryzyku zachorowania u osób, które nie palą bądź zaprzestały palenia papierosów; równocześnie palenie może zmniejszyć dolegliwości[2].
- immunologiczne – wzmożona aktywacja limfocytów T CD4+. Wytwarzają one większe ilości cytokin, od których zależy dalszy przebieg odpowiedzi immunologicznej. Dominuje subpopulacja limfocytów Th2, produkujących interleukiny (IL) 4, 5, 6, 10 (odpowiadają za typ humoralny odpowiedzi ze zwiększoną syntezą przeciwciał). Szczególnie niekorzystny wpływ mają cytokiny prozapalne – TNF-α, IL-1β, IL-8, IL-12. W colitis ulcerosa są one w przewadze nad cytokinami o działaniu przeciwzapalnym – IL-1ra, IL-4, IL-10, IL13. Innymi mediatorami zapalenia w jelitach są leukotrieny (zwłaszcza leukotrien B4), czynnik aktywujący płytki (PAF) oraz rodniki tlenowe. Wszystkie one podtrzymują proces zapalny.

## Objawy i przebieg
Główne objawy mogące wskazywać na wrzodziejące zapalenie jelita grubego to:
- bóle brzucha,
- długotrwałe biegunki i/lub zaparcia (czasem występują naprzemiennie),
- krew w stolcu (ujawniona lub nie),
- osłabienie, utrata wagi,
- aftowe zapalenie błony śluzowej jamy ustnej.

Objawy pozajelitowe:
- oczne,
- stawowe (zapalenie stawów),
- skórne (piodermia zgorzelinowa, rumień guzowaty).

Choroba charakteryzuje się występowaniem zaostrzeń i okresów remisji o różnym okresie trwania. Najczęściej obejmuje końcową (lewą) część jelita grubego – odbytnicę (która zajęta jest w 95% przypadków), esicę, okrężnicę zstępującą, zagięcie śledzionowe. Rzadziej zajmuje całe jelito grube, aż do zastawki krętniczo-kątniczej. Nigdy nie dotyka bezpośrednio jelita cienkiego. Jedynym objawem może być tzw. backwash ileitis, który występuje w momencie zajęcia jelita grubego na całej długości (pancolitis) wraz z zastawką krętniczo-kątniczą, która staje się niewydolna i przepuszcza mediatory procesu zapalnego w kierunku końcowych odcinków jelita krętego. W odróżnieniu od choroby Leśniowskiego-Crohna we wrzodziejącym zapaleniu jelita grubego istnieje znacznie mniejsza tendencja do powstawania przetok okołoodbytniczych, ropni i perforacji jelit. Występuje natomiast większe prawdopodobieństwo powstania raka jelita grubego. Skłania to do wykonywania regularnych kolonoskopii diagnostycznych u osób długotrwale chorujących na wrzodziejące zapalenie jelita grubego. Ze względu na zajęcie przez chorobę dystalnej części odbytnicy dużą wartość diagnostyczną ma również wykonanie rektoskopii.

## Rozpoznanie
W diagnostyce wrzodziejącego zapalenia jelita grubego znaczenie mają:
- badania krwi – spadek wartości HGB, poziomu żelaza i białka, podwyższony wskaźnik OB;
- badanie kału – umożliwia wykrycie drobnych krwawień z przewodu pokarmowego (krew utajona), wykluczenie biegunki bakteryjnej, badanie na zawartość kalprotektyny[3] i laktoferyny (pozwala na odróżnienie zapalenia jelita od np. jelita drażliwego);
- badania endoskopowe jelita grubego – rektoskopia, kolonoskopia, z pobraniem wycinków do badań histopatologicznych;
- inne badania – wlew kontrastowy jelita grubego, USG, RTG jamy brzusznej.

## Powikłania
- toksyczne rozdęcie okrężnicy (megacolon toxicum)
- perforacja jelita grubego
- rak jelita grubego
- niewydolność wątroby (która może być także spowodowana długotrwałym przyjmowaniem leków stosowanych w CU)
- pierwotne stwardniające zapalenie dróg żółciowych
- kamica żółciowa
- osteoporoza

## Leczenie
Strategie leczenia możemy podzielić na leczenie zachowawcze (farmakologiczne) i radykalne (chirurgiczne).

### Leczenie dietetyczne
Dieta jest ważną częścią procesu leczniczego w trakcie leczenia i jest integralną jego częścią. Zalecenia dietetyczne różnią się w zależności od fazy choroby.
- Dieta w fazie remisji – obejmuje stosowanie diety lekkostrawnej z ograniczeniem błonnika i ograniczeniem mleka i jego przetworów, z uwagi na częste objawy jego nietolerancji. Podstawą jest zapewnienie wszystkich niezbędnych składników pokarmowych, mikroelementów i witamin podawanych w łatwoprzyswajalnej formie. Znaczenie ma również unikanie potraw wzdymających (warzywa kapustne i strączkowe, napoje gazowane), alkoholu, ostrych przypraw, potraw smażonych.
- Dieta w fazie zaostrzenia – w czasie zaostrzenia, wskutek nasilenia biegunki dochodzi do odwodnienia i wskutek utraty krwi do niedokrwistości. Towarzyszy temu także niedożywienie wskutek nadmiernej utraty białka i wzmożonego katabolizmu. Stopień utraty masy ciała koreluje ze śmiertelnością w tej chorobie. U 25 – 80% chorych w fazie zaostrzenia stwierdza się objawy niedożywienia. W trakcie badań nie stwierdzono przewagi żywienia pozajelitowego nad żywieniem dojelitowym, jednak wymagane jest stosowanie diety dojelitowej bezresztkowej, stosowanej doustnie bądź bezpośrednio dojelitowo. Uważa się, że ten sposób postępowania przyspiesza odbudowę śluzówki uszkodzonego jelita. Dożylnie natomiast trzeba wyrównać stwierdzone niedobory wody, elektrolitów, białka i niekiedy krwi.

U niektórych pacjentów palenie tytoniu działa protekcyjnie w colitis ulcerosa i powoduje zmniejszenie objawów.

### Aminosalicylany
To grupa leków najdłużej stosowana w leczeniu CU. Zalicza się do niej sulfasalazynę i mesalazynę. Ich działanie związane jest z hamowaniem kaskady kwasu arachidonowego i zahamowaniem produkcji leukotrienów (zwłaszcza LTB4), prostaglandyn, tromboksanów, czynnika aktywującego płytki (PAF), interleukin. Hamują także migrację komórek stanu zapalnego i aktywują antyproteazy. Są stosowane zarówno w fazie zaostrzenia, jak i remisji.
- Sulfasalazynę stosuje się w dawkach 3,0–4,0 grama na dobę w fazach zaostrzeń, zmniejszając dawkę w fazie remisji do 1,5 g na dobę (niezalecane jest stosowanie mniejszych dawek, gdyż zwykle nie podtrzymują remisji).

Działania niepożądane sulfasalazyny to bóle brzucha, nudności, wymioty, brak apetytu, skórne objawy alergiczne, leukopenia, wzrost aktywności AlAT i AspAT. U mężczyzn może też wywołać impotencję.
- Mesalazyna jest lekiem o podobnym działaniu i mniej wyrażonych działaniach niepożądanych. Oba leki mogą być stosowane doustnie i doodbytniczo (tylko w przypadkach zajęcia procesem chorobowym odbytnicy i esicy ma to sens) w postaci wlewek doodbytniczych lub w postaci czopków.

### Glikokortykosteroidy
Glikokortykosteroidy są drugą podstawową grupą leków stosowanych w leczeniu. Wykorzystuje się ich silne działanie przeciwzapalne. Do leczenia włącza się je, kiedy aminosalicylany nie powodują zadowalającej poprawy. Wskazaniem do ich zastosowania jest też zajęcie proksymalnego odcinka jelita. Mogą być stosowane doustnie (dawka w przeliczeniu na prednizon 40 – 60 miligramów na dobę) a w przypadkach ciężkich zaostrzeń dożylnie w dawkach 300–400 mg hydrokortyzonu lub 40–60 metyloprednizolonu.
Z uwagi, że glikokortykosteroidy nie podtrzymują remisji wycofuje się je z leczenia w przeciągu 2–3 miesięcy. Natomiast brak poprawy klinicznej po ich włączeniu do leczenia jest wskazaniem do rozważenia leczenia operacyjnego w przypadku ciężkiego zaostrzenia choroby. W leczeniu mogą być też stosowane preparaty o mniejszym ogólnosystemowym działaniu takie jak budesonid.

### Środki immunosupresyjne
W przebiegu leczenia może niekiedy dochodzić do sytuacji, gdy leczenie glikosteroidami nie przynosi efektów (steroidooporność) lub próba ich odstawienia powoduje nasilenie dolegliwości (steroidozależność). W tych sytuacjach postępowaniem z wyboru jest zastosowanie leków immunosupresyjnych. Najpowszechniej w tym celu stosowane są azatiopryna i 6-merkaptopuryna. Ich podstawowymi wadami są: początek działania po 8–12 tygodniach od początku stosowania, supresja szpiku z leukopenią lub innymi zaburzeniami hematologicznymi. Nie potwierdzono natomiast zwiększonego występowania nowotworów w przebiegu leczenia. Są one skuteczne w około 50% przypadków chorych a ich nieskuteczność nakazuje podjęcie próby leczenia cyklosporyną A, która podawana dożylnie powoduje zwykle remisję w przeciągu 5–7 dni. Cyklosporyna cechuje się jednak licznymi działaniami toksycznymi: jest toksyczna dla nerek, wątroby i układu nerwowego. Powoduje też wzrost ciśnienia tętniczego krwi.
Alternatywnym dla azatiopryny i 6-merkaptopuryny jest zastosowanie metotreksatu, który jednak głównie proponowany jest w leczeniu przewlekłym, stosowanym do przedłużenia okresu remisji. Jest wtedy zalecany w dawce 15 mg na tydzień, W trakcie jego stosowania wymagana jest suplementacja kwasu foliowego, którego metotreksat jest antagonistą.

### Leki przeciwbakteryjne i probiotyki
Należy zaznaczyć, że leki przeciwbakteryjne nie są stosowane do leczenia samej choroby, ale jej powikłań zapalnych bakteryjnych. Najczęściej stosowany jest metronidazol, ale może być również wankomycyna, ciprofloksacyna i gentamycyna.
Przez pewien okres wiązano pewne nadzieje z przywróceniem równowagi biologicznej w świetle jelita w oparciu o stosowanie probiotyków, prebiotyków lub synbiotyków. Nie udowodniono jednak skuteczności tego typu terapii, poza przypadkiem zastosowania w formie probiotyku szczepu Escherichia coli Nissle 1917 zastosowanego w formie wlewu doodbytniczego. Skuteczność tej metody opisano w przypadkach łagodnych i średnio ciężkich rzutów choroby.

### Leki biologiczne
Pomimo stosowania powyższych leków u około 10% chorych nie udaje uzyskać się zadowalającej remisji, lub źle znoszą stosowane leczenia. W latach 90. XX wieku wprowadzono do leczenia, dzięki postępom biologii molekularnej i inżynierii genetycznej, nową grupę leków, tak zwane leki biologiczne. Są to preparaty pozwalające na bezpośrednią ingerencję w proces zapalenia, gdyż są one najczęściej przeciwciałami monoklonalnymi skierowanymi przeciwko cytokinom, receptorom cytokin lub przeciwko komórkom układu immunologicznego.
Obecnie zastosowanie kliniczne znalazły:
- monoklonalne przeciwciała antyTNF-α,
- infliksymab – chimeryczne,
- certolizumab – humanizowane
- adalimumab – ludzkie,
- inhibitory i analogi receptora dla TNF-α,
  - etanercept,
  - onercept,
- drobnocząsteczkowe inhibitory syntezy TNF-α,
  - talidomid,
  - semapimod.

Najwięcej badań klinicznych potwierdza skuteczność infliskymabu, który jest stosowany najczęściej w dawce 5 miligramów na kilogram masy ciała w iniekcji co 8 tygodni.
Leczenie jest dobrze tolerowane i opisywane jako bezpieczne. Jednakże w trakcie stosowania leków biologicznych obserwowane są objawy niepożądane i skutki uboczne, takie jak:
- uaktywnienie się pewnych chorób, takich jak gruźlica, stwardnienie rozsiane, chłoniaki, ujawnienie lub nasilenie objawów niewydolności krążenia;
- reakcje poprzetoczeniowe zarówno pod postacią anafilaksji jak i choroby posurowiczej;
- możliwość indukcji chorób z autoagresji, gdyż w trakcie stosowania pojawiają się przeciwciała przeciwjądrowe i podwójnej nici DNA. Opisano też przypadki polekowego tocznia układowego.

Uważa się, że zastosowanie humanizowanego certolizumabu (95% białka ludzkiego i 5% mysiego) czy ludzkiego adalimumabu (pegylowany fragment przeciwciała anty-TNF-α) będzie bezpieczniejsze. Obecnie badania nad zastosowaniem tych leków były prowadzone jedynie w przypadku choroby Crohna.
Trwają badania III fazy oceniające skuteczność etrolizumabu w leczeniu choroby Leśniowskiego-Crohna oraz wrzodziejącego zapalenia jelita grubego. Jest to humanizowane przeciwciało monoklonalne skierowane przeciwko podjednostce ß7 integryn α4ß7 i αEß7. Wskutek czego lek ten selektywnie moduluje procesy zapalne w obrębie jelit.

### Leczenie operacyjne
W ciężkich zaostrzeniach choroby, pomimo stosowania leczenia farmakologicznego, niekiedy nie można zatrzymać postępu choroby a utrata krwi, elektrolitów i białka jest znaczna, koniecznym staje się wtedy wykonanie resekcji jelita grubego. Wykonuje się wówczas całkowite usunięcie całego jelita grubego, odbytu i odbytnicy z wytworzeniem ileostomii. Alternatywą dla zabiegu wyłonienia ileostomii jest wytworzenie zbiornika jelitowego J-pouch dzięki któremu chorzy zachowują komfort życia. W przypadku pozostawienia fragmentów jelita grubego które nie są zajęte, choroba i tak pojawi się w nich. 
U dużej części pacjentów całkowite usunięcie jelita grubego zahamowuje również objawy pozajelitowe.

## Nowe metody leczenia w trakcie badań

### Leczenie naltreksonem
Donoszono o skuteczności terapii naltreksonem w niskiej dawce (ang. low dose naltrexone, LDN) w leczeniu chorób autoimmunologicznych, w tym aktywnej colitis ulcerosa. W pilotażowym prospektywnym badaniu klinicznym na grupie 17 pacjentów z wskaźnikiem aktywności choroby CDAI 220-450 oceniano skuteczność i bezpieczeństwo terapii doustnym naltreksonem w dawce 4,5 mg/d codziennie wieczór przez 12 tygodni. Chorzy nie przyjmowali infliksimabu na co najmniej 8 tygodni przed rozpoczęciem badania.
Wskaźniki CDAI znacząco spadły (P= 0.01) u pacjentów przyjmujących LDN i pozostały poniżej poziomu wyjściowego przez 4 tygodnie po ukończeniu terapii. Odpowiedź na terapię zaobserwowano u 88% chorych, a remisja wystąpiła u 67% (P < 0.001). Poprawę jakości życia odnotowano przy badaniu dwoma kwestionariuszami (IBDQ i SF-36). Najczęstszymi działaniami niepożądanymi były zaburzenia snu, występujące u 7 pacjentów.

### Leczenie bupropionem
Bupropion, atypowy antydepresant (stymulant będący pochodną fenyloetyloaminy), wydaje się mieć pozytywny wpływ na przebieg chorób autoimmunologicznych, takich jak właśnie colitis ulcerosa, choroba Leśniowskiego-Crohna, atopowe zapalenie skóry czy łuszczyca. Istnieją udokumentowane doniesienia o pełnych lub częściowych remisjach owych chorób u myszy podczas terapii bupropionem. Działanie opiera się na obniżeniu poziomu czynnika TNF-alfa w organizmie.
Wydaje się, że przyczyną jest pozytywny wpływ dopaminergiczny bupropionu - lekko podwyższony poziom dopaminy spowodowany leczeniem wzmaga prawdopodobnie aktywność cAMP, która z kolei zmniejsza produkcję TNF-alfa.

Dalsze badania nad tego typu leczeniem są prowadzone za granicą (głównie w USA).

## Klasyfikacja ICD10
| kod ICD10     | nazwa choroby                                                  |
| ------------- | -------------------------------------------------------------- |
| ICD-10: K51   | Wrzodziejące zapalenie jelita grubego                          |
| ICD-10: K51.0 | Wrzodziejące (przewlekłe) zapalenie jelita cienkiego i grubego |
| ICD-10: K51.1 | Wrzodziejące (przewlekłe) zapalenie jelita krętego i grubego   |
| ICD-10: K51.2 | Wrzodziejące (przewlekłe) zapalenie prostnicy                  |
| ICD-10: K51.3 | Wrzodziejące (przewlekłe) zapalenie prostnicy i esicy          |
| ICD-10: K51.4 | Rzekoma polipowatość jelita grubego                            |
| ICD-10: K51.5 | Śluzowe zapalenie prostnicy i okrężnicy                        |
| ICD-10: K51.8 | Inne wrzodziejące zapalenie jelita grubego                     |
| ICD-10: K51.9 | Wrzodziejące zapalenie jelita grubego, nieokreślone            |